# مارتين وود
مارتين وود (بالإنجليزية: Martyn Wood)‏ هو لاعب اتحاد الرغبي بريطاني، ولد في 25 أبريل 1977 في هاروغيت في المملكة المتحدة.

## روابط خارجية
- مارتين وود على موقع دوري الرغبي الممتاز (الإنجليزية)
- مارتين وود عل موقع إسبنسكروم (الإنجليزية)
- مارتين وود على موقع ItsRugby.co.uk (الإنجليزية)